# Carosserie Van den Plas
Die Carosserie Van den Plas war ein belgisches Karosseriebauunternehmen mit Sitz in Brüssel, später in Antwerpen, das im ersten Drittel des 20. Jahrhunderts vor allem individuelle Aufbauten für Oberklasseautomobile herstellte. Ungeachtet der Namensähnlichkeit gibt es nur geringe Berührungspunkte zu dem britischen Karosseriehersteller Vanden Plas (England), der nach dem Zweiten Weltkrieg ein Teil des BMC-Konzern wurde.

## Unternehmensgeschichte

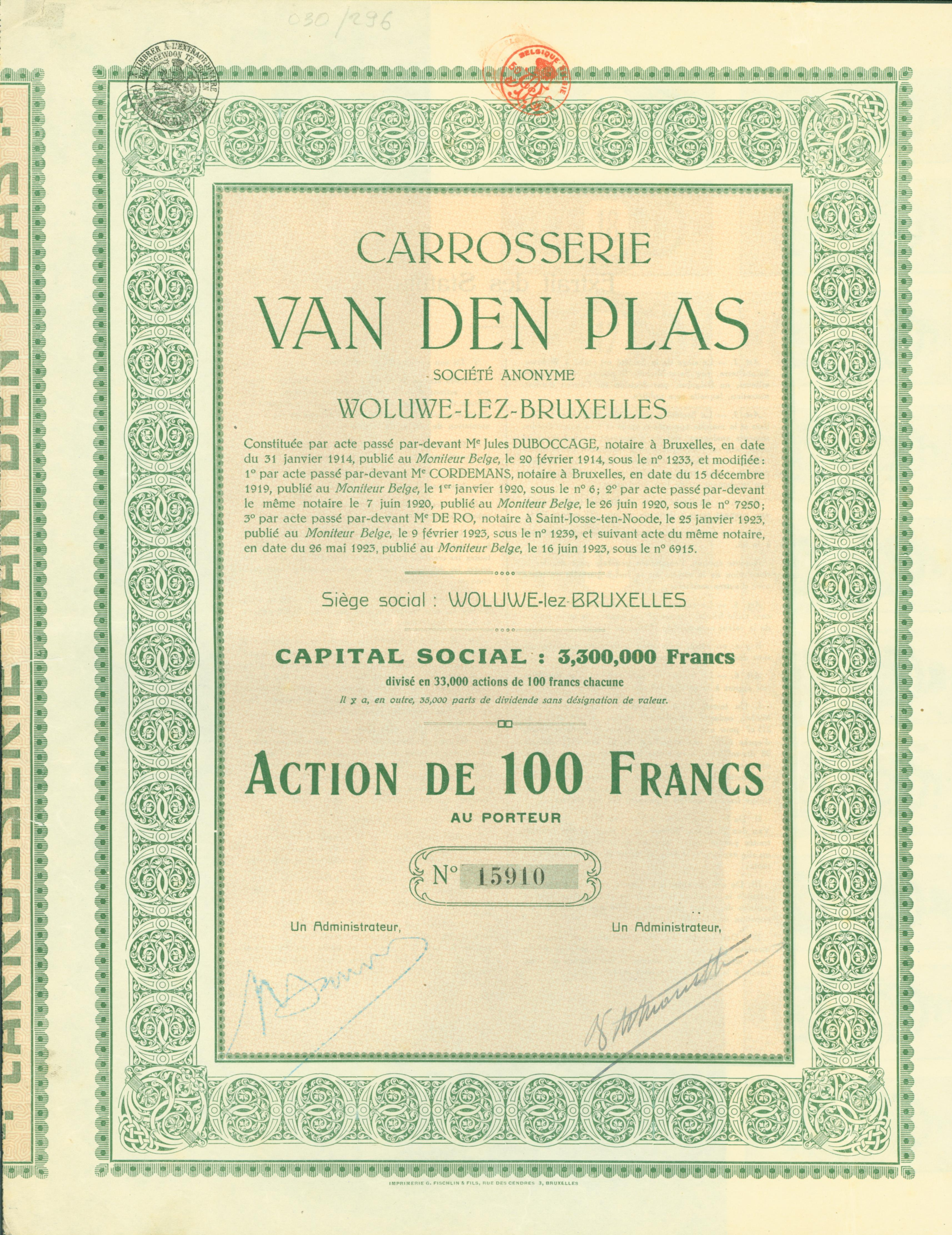
Aktie über 100 Francs der Carrosserie Van den Plas S. A. vom 16. Juni 1923

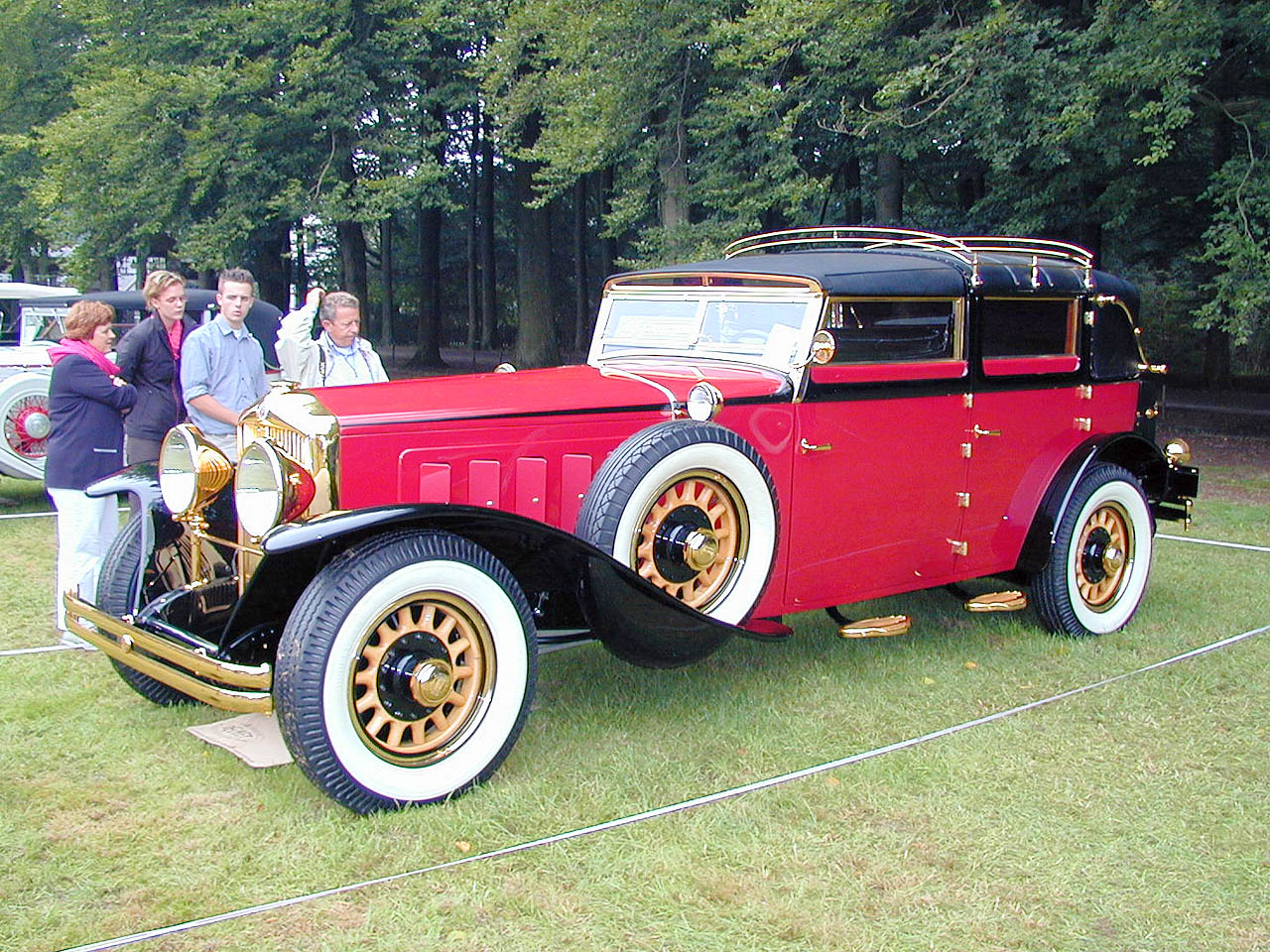
Minerva AL 40 CV mit Van-den-Plas-Aufbau (1932)

1870 wurde der Betrieb als Stellmacherei unter der Bezeichnung Van den Plas oder Van der Plas in Brüssel gegründet. Später stellte man neben Wagenrädern auch Teile von Achsen her. 14 Jahre später zog die Firma nach Antwerpen um und beschäftigte sich von da an auch mit Wagnerei. Der Stellmacherbetrieb stellte komplette Kutschen her. 1890 kam eine zweite Werkstatt am alten Standort Brüssel dazu. Die Fuhrwerke dieser Marke waren in Belgien und darüber hinaus als von besonders hoher Qualität bekannt.
Anfang des 20. Jahrhunderts begann das inzwischen von Guillaume Van den Plas geführte Unternehmen mit der Herstellung von PKW-Karosserien. Auftraggeber waren z. B. Berliet, De Dion-Bouton, Germain, Métallurgique oder Packard. 1908 hatten die Betriebe bereits 400 Mitarbeiter. 300 Karosserien in Einzelanfertigung oder Kleinserie wurden im Jahr gefertigt und z. B. ab 1906 auch nach Großbritannien exportiert. Der Entwurf für ein Cabriolet, das Van den Plas 1927 auf einem Packard-Chassis realisierte, wurde von dem US-amerikanischen Karosseriehersteller Waterhouse übernommen und zur Grundlage einer Victoria Convertible genannten Baureihe gemacht. Vorübergehend arbeitete Van den Plas mit dem im britischen Reading ansässigen Betrieb Samuel Elliott & Sons zusammen.
In den belgischen Betrieben wurden noch bis 1949 Karosserien gebaut.

## Beziehungen nach Großbritannien und Frankreich

### Vanden Plas in Großbritannien
Van den Plas exportierte seit 1906 Karosserien nach Großbritannien. Die Arbeiten des belgischen Unternehmens genossen dort einen außergewöhnlich guten Ruf. 1913 gründeten Warwick Wright und Théo Masui das Unternehmen Vanden Plas (England) Ltd., das in Großbritannien Aufbauten nach belgischer Lizenz herstellen sollte. Das britische Unternehmen, das durchgängig eine leicht abgewandelte Schreibform verwendete, war finanziell und organisatorisch unabhängig von dem belgischen Betrieb. Vanden Plas in Großbritannien war in den 1920er Jahren eng mit Bentley verbunden, im darauf folgenden Jahrzehnt kleidete das Unternehmen auch Chassis von Armstrong Siddeley, Daimler, Lagonda, Rolls-Royce und Talbot ein. Nach dem Zweiten Weltkrieg wurde Vanden Plas von Austin übernommen und ging, nachdem das Unternehmen zunächst noch große Limousinen auf Austin-Chassis hergestellt hatte, in den 1960er Jahren im BMC-Konzern auf, der ebenso wie seine Nachfolger den Markennamen im Rahmen von Badge Engineering wiederholt für luxuriös ausgestattete Versionen herkömmlicher Jaguar-, Daimler- oder Rover-Modelle, aber auch für Standardfahrzeuge mit besonderem Dekor verwendete.

### Van den Plas in Frankreich
1924 gründete Guillaumes Sohn Willy eine Niederlassung in Frankreich, die in Paris ansässig war und als Willy Van den Plas firmierte. Das Unternehmen existierte bis 1935.